# Amblyopone gracilis
Amblyopone gracilis är en myrart som beskrevs av Clark 1934. Amblyopone gracilis ingår i släktet Amblyopone och familjen myror. Inga underarter finns listade i Catalogue of Life.

## Bildgalleri

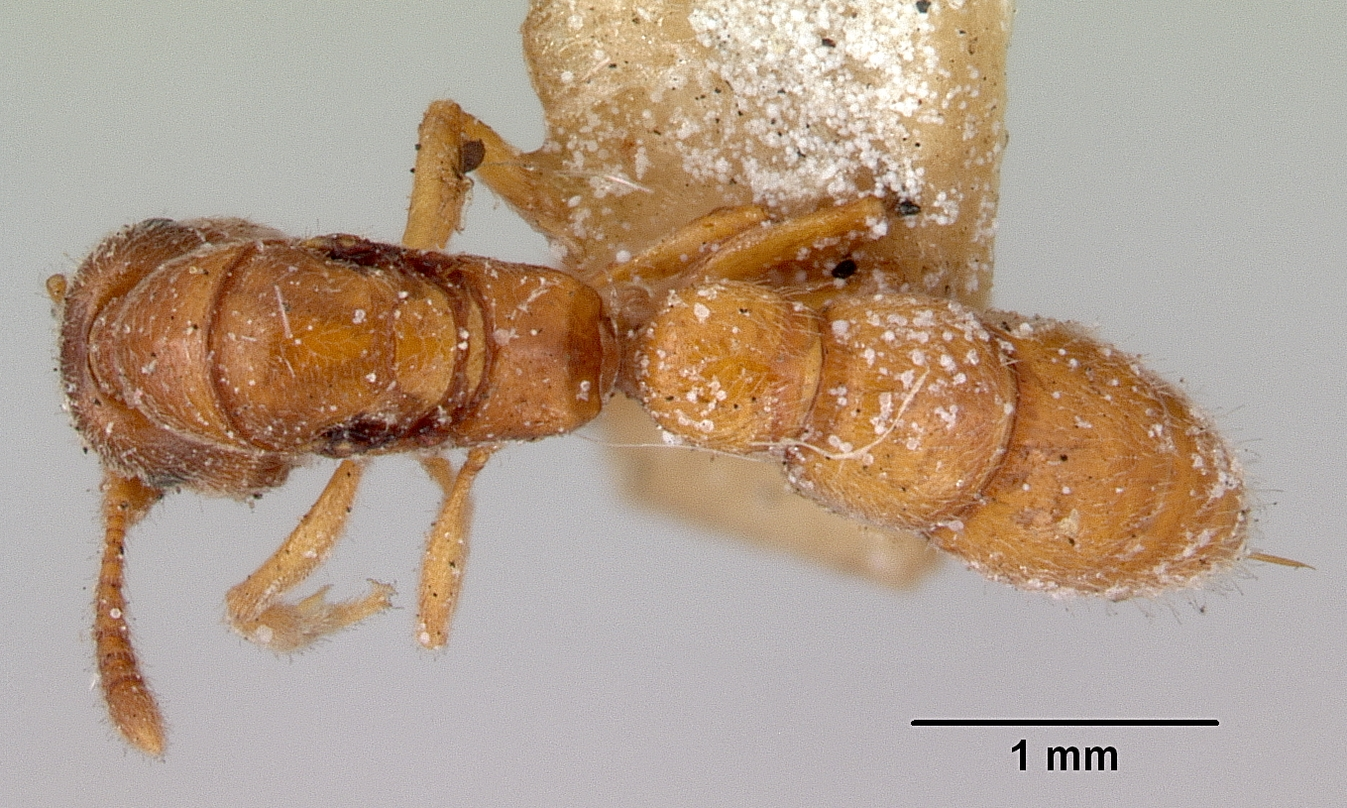
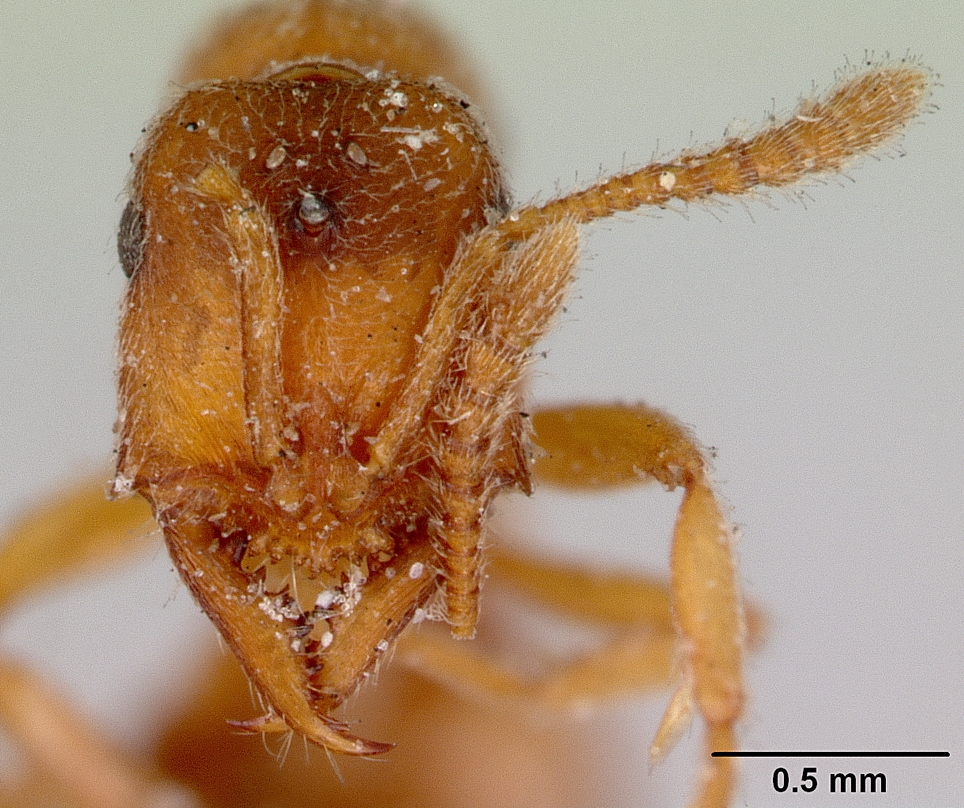
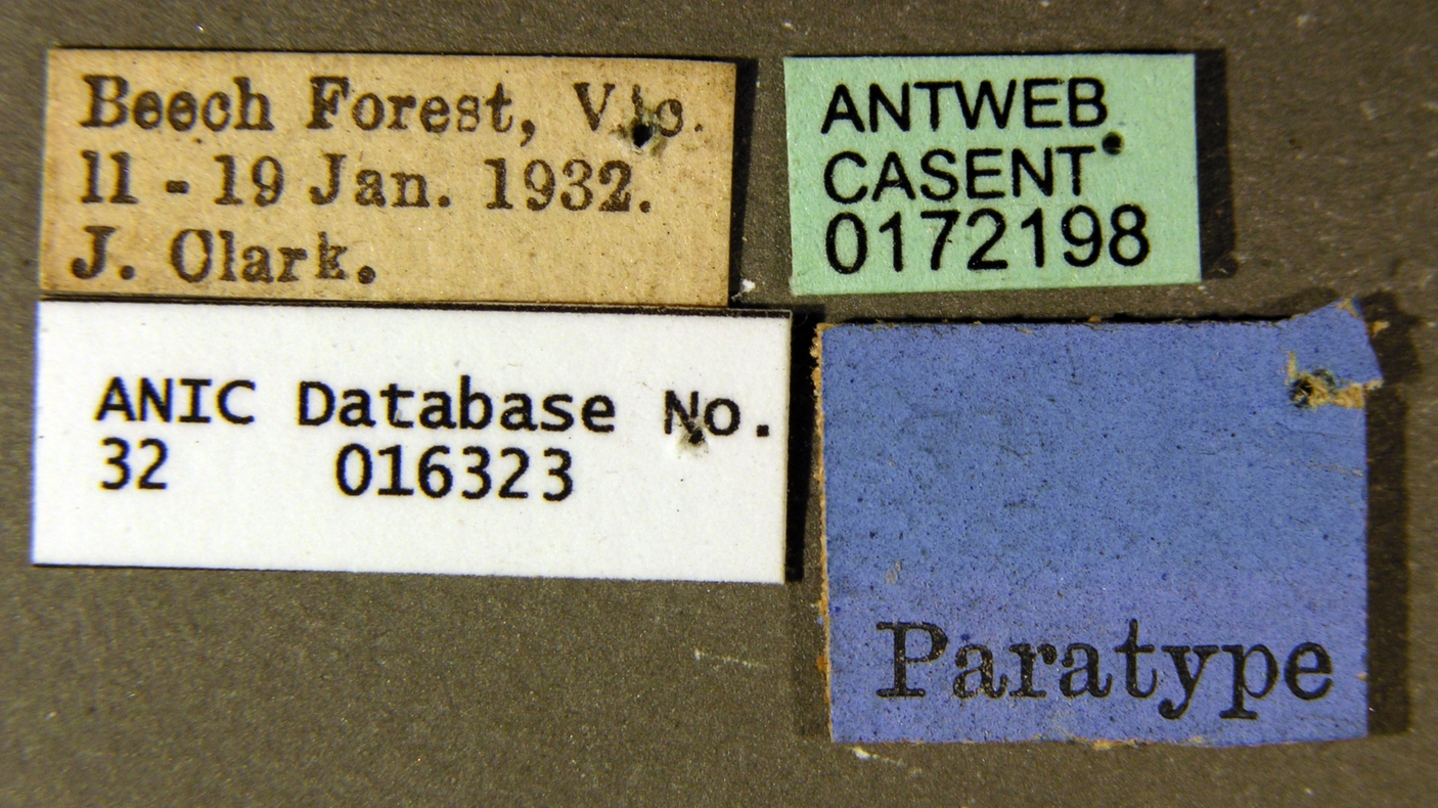
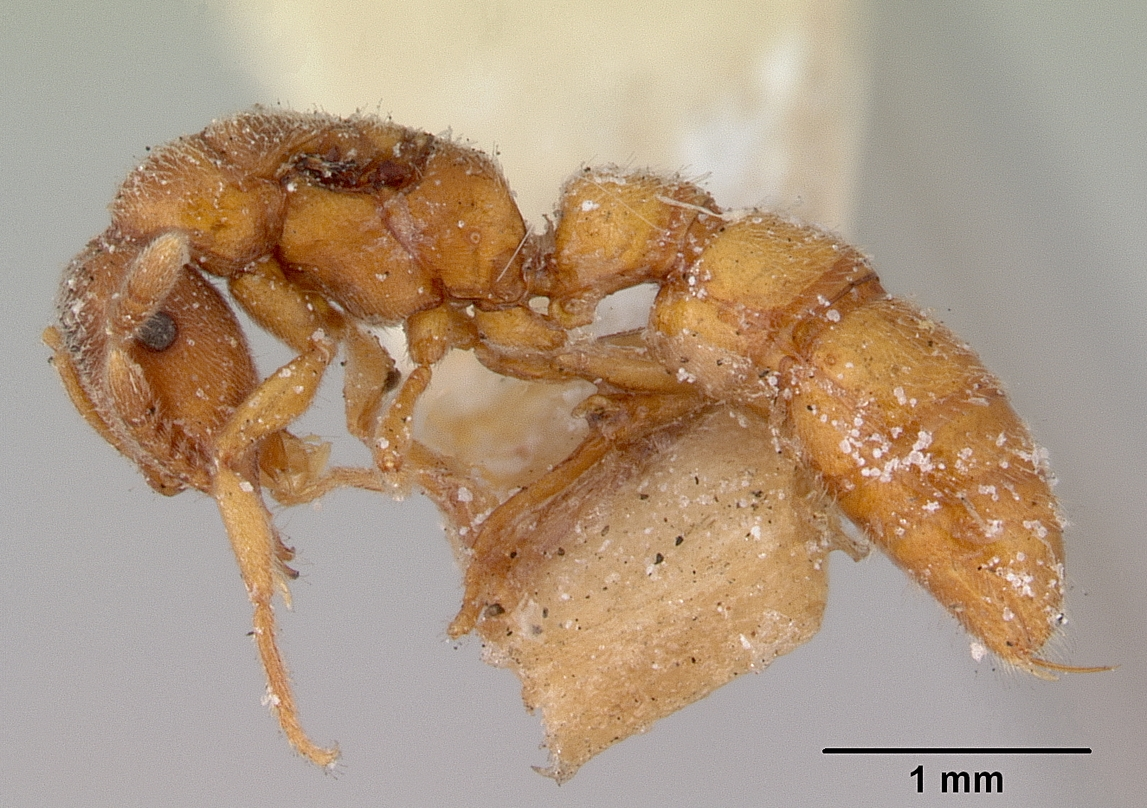
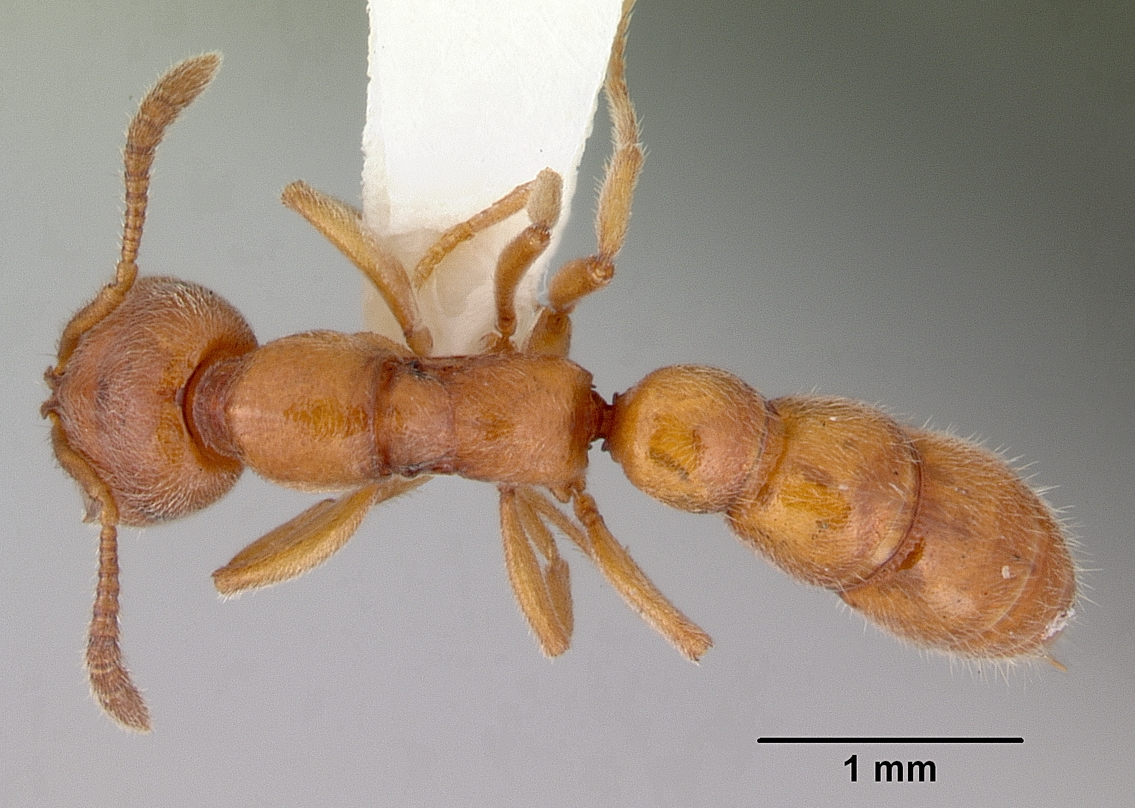
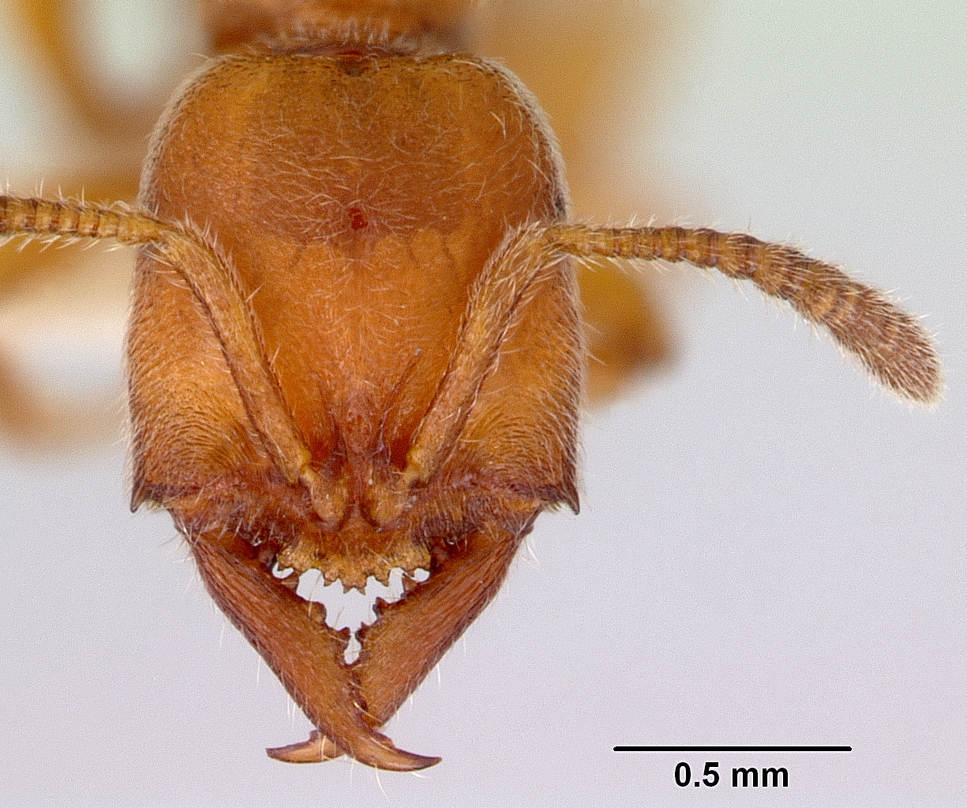